# Afanasi Fet
Afanasi Afanasievich Fet (em russo:  Афанасий Афанасьевич Фет; 5 de dezembro de 1820 – 3 de dezembro de 1892), ou Foeth, posteriormente tendo mudado seu nome para Shenshin (Шеншин), foi um poeta que dominou a poesia russa durante o último quarto do Século XIX. Autor de uma coletânea em cinco volumes, precursora do simbolismo russo, traduziu obras de Virgílio, Horácio, Goethe e Schopenhauer.

## Vida
Afanasi era filho de uma mulher alemã chamada Charlotta que inicialmente foi casada com Johann Foeth. Ela se casou um senhorio rico russo chamado Shenshin em 1822, após o nascimento de Afanasi em 1820. Não está claro se Afanasi era o filho de Foeth ou Shenshin, mas a decisão foi feita pelo Consistório Santo Oryol que iria por o nome do pai alemão, porque o casamento entre sua mãe e seu pai russo não foi inicialmente legitimado. Isso foi muito traumático para ele,uma vez que se identificou totalmente com Shenshin e não com Foeth. Ele passou sua juventude estudando na Universidade de Moscou, e serviu no exército (até 1856). Em 1850, uma jovem mulher chamada Maria Lazich, que tinha um caso com Fet, mas que não podia casar-se com ele por causa de motivos financeiros, morreu acidentalmente queimada. Este evento e a imagem de Maria seriam freqüentemente evocadas por Fet mesmo em seus versos mais tardios. O estigma da ilegitimidade assombrava toda a sua vida, e após anos de litígio, ele obteve o direito de usar o prestigiado nome Shenshin (1876). A promoção na hierarquia militar o ajudou a garantir a almejada admissão à nobreza russa.
Fet foi desprezado e ridicularizado pelos radicais como uma personalidade medíocre, de pontos de vista políticos reacionários, mas isso não diz respeito a sua poesia. Ele considerou que o estilo de vida de um poeta tem pouca influência sobre sua arte, e que um artista não tem que ser sincero. Enquanto no exército, ele fez amizade com outro oficial, Leon Tolstoi, a quem sempre admirou. Mais tarde, ele se instalou na mansão Stepanovka em seu distrito natal, Mtsensk, e visitou seu vizinho ilustre o mais rápido possível. Entre os amigos de Tolstoi, ele era o único homem profissional de letras.
Em seus últimos anos, ele também escreveu reminiscências literárias e traduziu Schopenhauer, Eneida e Arthur. Em sua velhice, quando o seu sofrimento tornou-se insuportável, Fet tentou seguir o conselho de Schopenhauer e cometer suicídio, mas foi impedida por sua família. Faleceu em dezembro de 1892, após um ataque cardíaco durante uma tentativa de suicídio.

## Poesia
Quando Fet publicou pela primeira vez a sua poesia em 1842, ele era tímido demais para confiar em seu próprio gosto artístico. Ele, portanto, apresentou o seu verso para ser examinado antes por Ivan Turgenev, a quem ele respeitava como um árbitro de gosto literário. Esta tradição continuou por muitos anos, até que Fet percebeu que Turgenev expurgava de seus versos os elementos mais pessoais e originais de sua visão artística.
Os temas da poesia de Fet estão longe de serem originais: o amor infeliz, a natureza modesta da Rússia central, a perfeição da estatuária grega, e a majestade de Deus. Mas ele tratou de uma forma impressionista, sempre tentando capturar um momento de mudança volátil. Podia escrever um poema sem um único verbo e ainda fazer uma impressão de dinamismo inquieto.
Suas últimas peças, provavelmente influenciado por Baudelaire, são intrincadas e obscuras: as imagens são destinadas a evocar (ao invés de gravar) associações sutis de lembranças semi-esquecidas. Ele disse uma vez que a coisa mais importante na poesia é um fio que ligaria todas as associações divagadas em um poema curto bem estruturado.
Fet nunca foi um poeta popular durante sua vida. Mas ele teve uma profunda influência sobre os simbolistas russos, especialmente Innokenty Annensky e Alexander Blok, e como tal está firmemente estabelecido entre os grandes da Rússia.